# Parosphromenus linkei
Parosphromenus linkei är en fiskart som beskrevs av Kottelat, 1991. Parosphromenus linkei ingår i släktet Parosphromenus och familjen Osphronemidae. Inga underarter finns listade i Catalogue of Life.